# Östra Långevattnet
Östra Långevattnet är en sjö i Göteborgs kommun i Västergötland och ingår i Göta älvs huvudavrinningsområde. Sjöns area är 0,036 kvadratkilometer och den befinner sig 93 meter över havet.

## Bilder

Östra Långevattnet
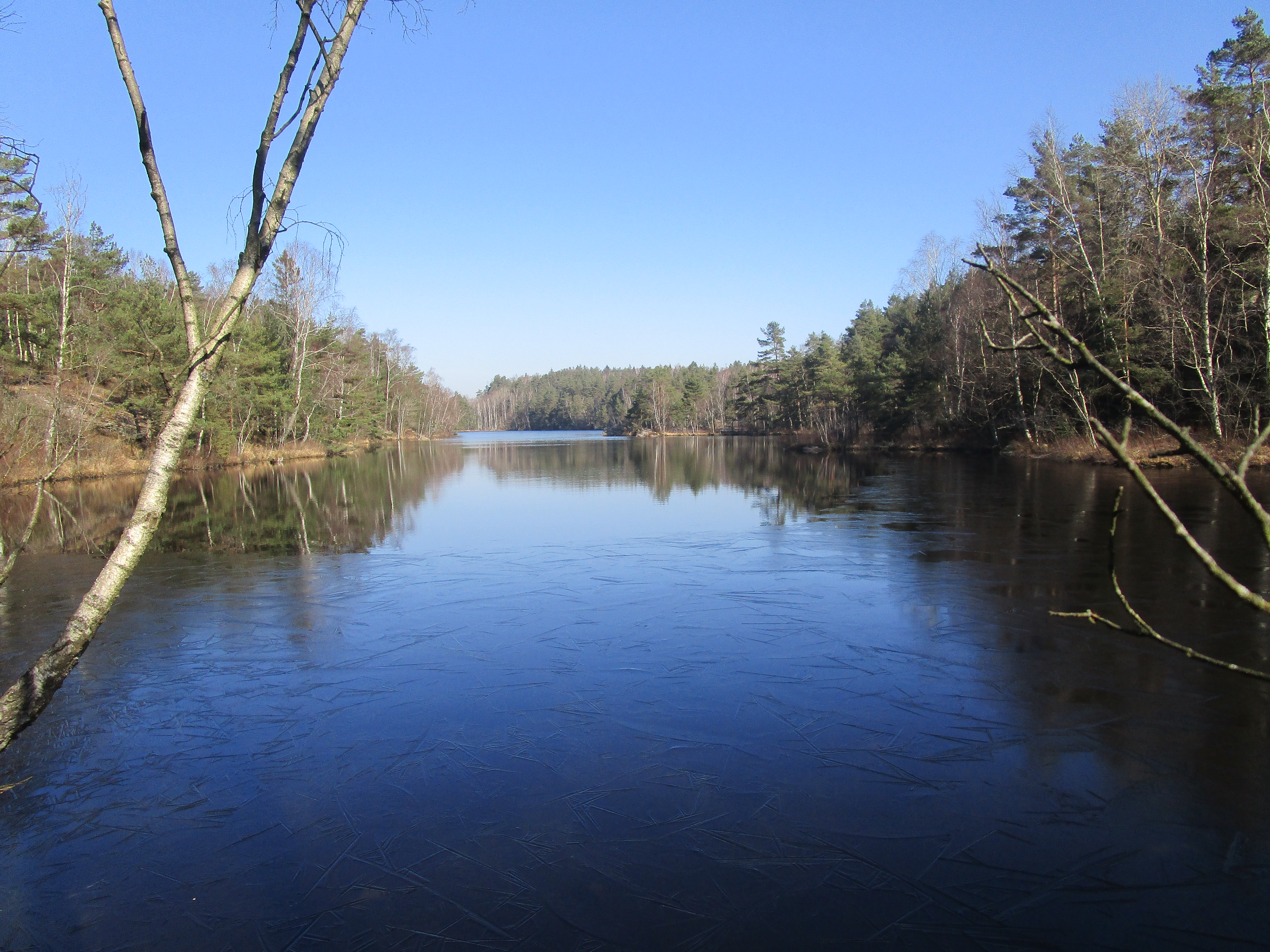
Östra Långevattnet från södra änden 27 mars 2020.
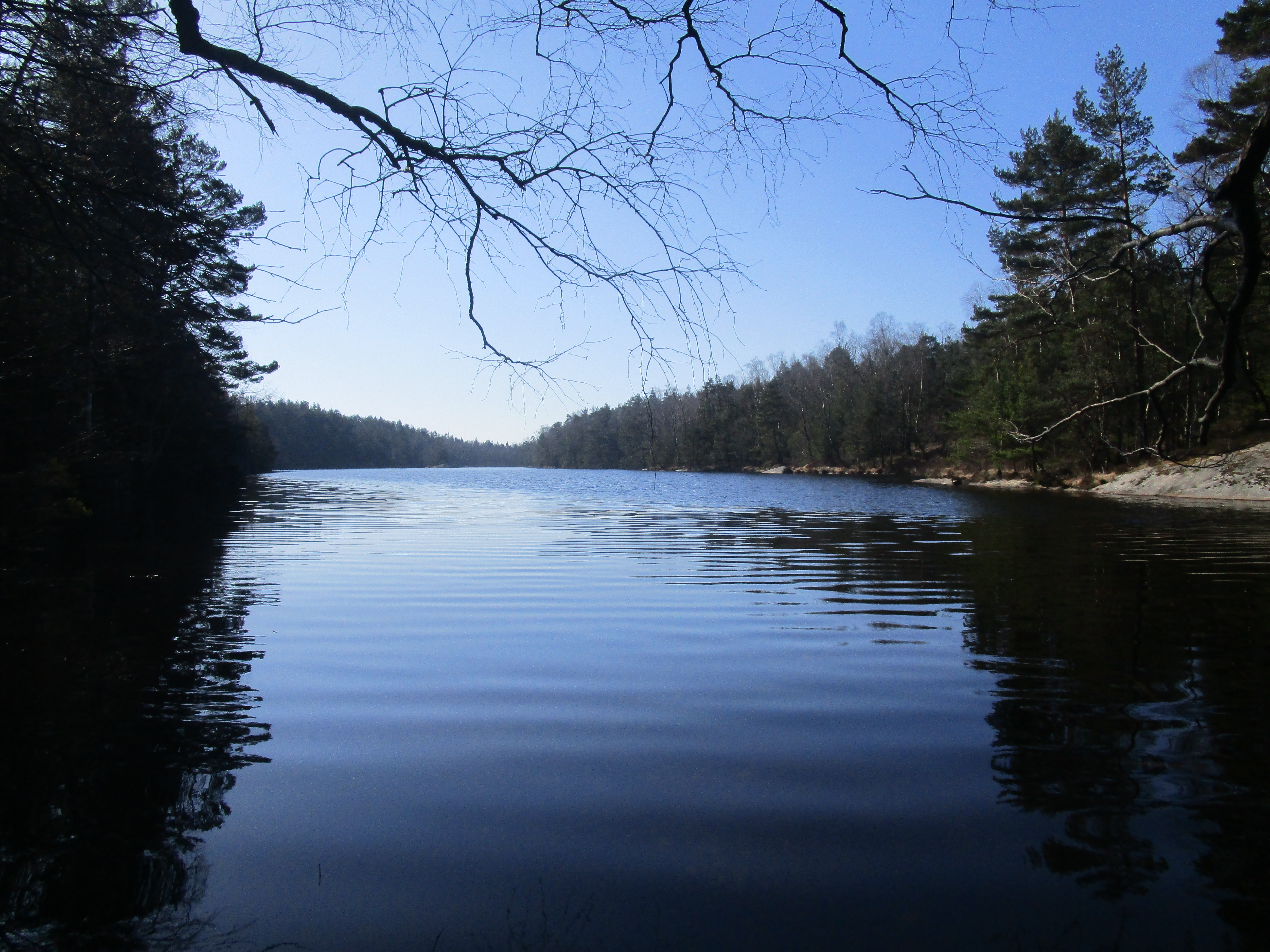
Östra Långevattnet från norra änden 27 mars 2020.
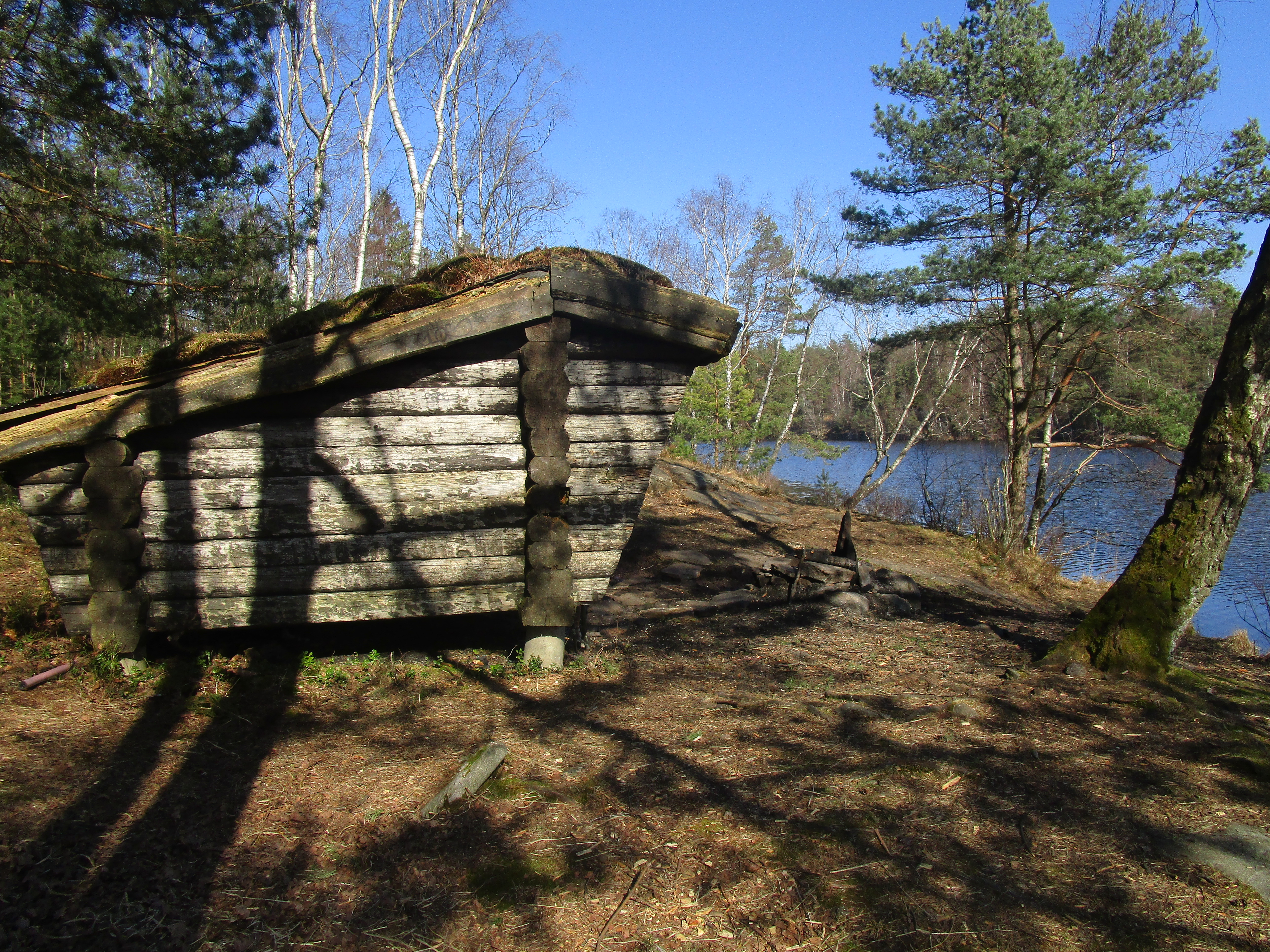
Vindskydd på västra sidan av Östra Långevattnet.